# Eternal Love - L'eternità in un attimo
Eternal Love - L'eternità in un attimo (Sonsuz Aşk) è un film sentimentale turco che è uscito il 24 marzo 2017.
In Italia il film è stato trasmesso in prima visione assoluta venerdì 4 settembre 2020 in prima serata su Canale 5.

## Trama
Zeynep (Fahriye Evcen) lavora come donna di servizio presso l'appartamento del noto chirurgo Can (Murat Yıldırım). La giovane conduce una vita molto semplice, dividendosi tra il lavoro, l'amica Bade (Filiz Ahmet) e la sorella minore Elif (Nazli Pinar Kaya), della quale si occupa da quando sono rimaste orfane. 
Per finanziare gli studi di sua sorella Zeynep non riesce a saldare l'affitto di casa e il padrone, per ritorsione, le impedisce di farvi ritorno finché non avrà pagato le mensilità arretrate. Disperata, Zeynep trascorre la notte sul divano di Can, approfittando della sua assenza; tuttavia egli fa ritorno prima che lei si svegli e, anziché licenziarla, le propone un patto: se accetta di fingersi la sua fidanzata durante una cena di gala, lui le corrisponderà il denaro necessario a pagare l'affitto. La donna accetta e tra due, apparentemente troppo distanti per classe sociale e stili di vita, nasce l'amore. La relazione tra i due verrà ostacolata dal segreto che Zeynep custodisce con coraggio.

## Personaggi e interpreti
- Zeynep, interpretata da Fahriye Evcen, doppiata da Patrizia Mottola.
- Can, interpretato da Murat Yildirim, doppiato da Andrea Zalone.
- The Flood "Tufan", interpretato da Fatih Al, doppiato da Fabrizio Odetto.
- Bade, interpretata da Filiz Ahmet.
- Gülgün, interpretata da Didem İnselel, doppiata da Cristina Giolitti.
- Hamdi, interpretato da Ege Aydan, doppiato da Donato Sbodio.
- Berrin, interpretata da Zeynep Özder, doppiata da Camilla Gallo.
- Elif, interpretata da Nazli Pinar Kaya, doppiata da Esther Ruggiero.
- L'autista di Can, interpretato da Fatih Doğan.
- Selma, l'assistente di Can,interpretata da Derya Bilginer.
- Medico specialista 1, interpretato da Ercan Ertan.
- Medico specialista 2, interpretato da Engin Arda.
- Meltem, interpretata da Ayla Akay.
- Zia Guler, interpretata da Yurtşen Fidan.

## Distribuzione
In originale il film è stato distribuito in Turchia il 24 marzo 2017.
In Italia il film è stato trasmesso in prima visione il 4 settembre 2020 in prima serata su Canale 5. Il film è disponibile anche su Infinity TV, come anche Bold Pilot - Leggenda di un campione (ma lo si trova con il titolo internazionale di One Love).